# Hinokitiol
Hinokitiol (β-thujaplicin) je naravni monoterpen, ki ga najdemo v lesu dreves iz družine cipresovk (Cupressaceae). Spada v skupino derivatov tropolona in je eden izmed thujaplicinov. Zaradi protivirusnega, protimikrobnega in protivnetnega delovanja širokega spektra se hinokitiol pogosto uporablja v izdelkih za ustno nego in zdravljenje. Hinokitiol je cinkov in železov ionofor in je odobren kot aditiv za živila.
Spojina je dobila ime po tajvanski cipresi hinoki, iz katere je bila prvotno izolirana leta 1936. Medtem ko hinokitiola v japonski cipresi hinoki skorajda ni, ga v brinu vrste Juniperus cedrus najdemo v visokih koncentracijah (približno 0,04 % lesne biomase). Hinokitiol v visokih koncentracijah najdemo tudi v lesu ciprese hiba (Thujopsis dolabrata) in v lesu zahodne rdeče cedre (Thuja plicata). Iz cedrovine ga lahko ekstrahiramo s pomočjo topil in ultrazvoka.
Hinokitiol je strukturno zelo podoben tropolonu, kateremu manjka izopropilni substituent. Tropoloni so dobro poznani tudi kot kelirajoče spojine.

## Protimikrobno delovanje
Hinokitiol ima širok spekter biološkega delovanja in veliko izmed učinkov spojine je že raziskanih ter opisanih v literaturi. Prvo in najpomembnejše je izrazito protimikrobno delovanje na številne vrste bakterij in gliv, ne glede na že obstoječo odpornost proti antibiotikom. 
Na primer, dokazano je bilo učinkovito delovanje hinokitiola na bakterije, ki so pogosti človeški patogeni: Streptococcus pneumoniae, Streptococcus mutans in Staphylococcus Aureus.  Poleg tega je bilo za hinokitiol dokazano, da na klamidijo (Chlamydia trachomatis) deluje zaviralno in bi lahko imel klinično uporabnost kot zdravilo za topično uporabo.

## Protivirusno delovanje
Nedavne raziskave so dokazale tudi protivirusno delovanje hinokitiola v kombinaciji s cinkovimi spojinami na številne viruse, ki lahko okužijo človeka, na primer rinovirus, coxsackievirus in mengovirus. Zdravljenje virusnih okužb bi lahko prineslo množično gospodarsko korist in je izjemnega pomena za mednarodne organizacije, kot je Svetovna zdravstvena organizacija (WHO, angl. "World Health Organisation"). Hinokitiol zavira procesiranje virusnih poliproteinov in s tem onemogoča podvojevanje virusa. Ker je hinokitiol kelirajoča spojina, je učinkovitost protivirusnega delovanja odvisna od razpoložljivosti dvovalentnih kovinskih ionov. Prisotnost cinka v kombinaciji s hinokitiolom omogoča protivirusno delovanje, saj hinokitiol, kot kelirajoča spojina potrebuje kovinske ione za vezavo, kar je obravnavano v naslednjem poglavju.

## Drugo delovanje
Hinokitiol ima poleg široko spektralne protimikrobne dejavnosti tudi protivnetno in protirakavo delovanje, ki je bilo prikazano v številnih in vitro celičnih raziskavah ter in vivo raziskavah na živalskih modelih. 
Preučuje se potencial spojine za zdravljenje kroničnih vnetnih ali avtoimunskih obolenj, saj hinokitiol zavira ključne vnetne markerje, na primer TNF-α in NF-κB, ter biološke poti. Raziskano je bilo, da hinokitiol deluje citotoksično na pomembne rakave celične linije, saj sproži avtofagične procese, ki vodijo v celično smrt.

### Raziskave, povezane s koronavirusom
Potencialno protivirusno delovanje temelji na lastnosti hinokitiola, da deluje kot cinkov ionofor. Hinokitiol omogoča dotok cinkovih ionov v celico, kar inhibira podvojevalne mehanizme virusov RNK.
Med viruse RNK spadajo virus gripe (angl. “human influenza virus”) in koronavirus, ki povzroča SARS. V raziskavi so dokazali, da cinkovi ioni občutno zavirajo podvojevanje virusov znotraj celic in da je delovanje odvisno od dotoka cinka. Raziskava temelji na cinkovem ionoforju piritionu, ki deluje zelo podobno kot hinokitiol.
Hinokitiol v celičnih kulturah zavira podvojevanje človeškega rinovirusa, coxsackievirusa in mengovirusa. Onemogoča procesiranje virusnih poliproteinov in s tem zavira podvojevanje pikornavirusa. Dokazano je bilo tudi, da je protivirusna dejavnost odvisna od razpoložljivosti cinkovih ionov.

### Železov ionofor
Dokazano je, da hinokitiol obnavlja proizvodnjo hemoglobina pri glodavcih. Deluje kot železov ionofor in kovinske ione usmeri v celico, kar poveča koncentracijo železa v celicah.  
Pri človeku je približno 70 % železa v rdečih krvničkah, bolj točno v proteinu hemoglobina. Železo je esencialnega pomena za vse žive organizme in je ključen element številnih anatomskih funkcij, ko so sistem prenosa kisika, sinteza deoksiribonukleinske kisline (DNK) in transport elektronov. Pomanjkanje železa lahko privede do raznih krvnih motenj, kot je na primer anemija (slabokrvnost), ki znatno škoduje tako telesni kot duševni sposobnosti.

### Sinergistična vloga cinka
Hinokitiol je cinkov ionofor, kar mu omogoča zaviranje virusnega podvojevanja. Na kratko, hinokitiol kot cinkov ionofor pomaga pri transportu molekul v celice preko celične ali znotrajcelične membrane, s čimer se poviša znotrajcelična koncentracija te molekule (na primer cinka). Z izkoriščanjem protivirusnih lastnosti cinka v kombinaciji s hinokitiolom lahko bistveno pospešimo vnos cinka v celice.

### Raziskave s področja rakavih obolenj
Raziskave na celičnih kulturah in živalskih modelih so pokazale, da hinokition zavira metastaziranje in na rakave celice deluje antiproliferativno (zavira tvorbo in razvoj rakavih celic).

### Pomanjkanje cinka
V določenih rakavih celicah so izmerili pomanjkanje cinka, ko pa se je celicam povrnila optimalna znotrajcelična koncentracija železa, se je rast tumorja ustavila. Hinokitiol je dobro preučen cinkov ionofor, vendar bo potrebnih še več dodatnih raziskav, s katerimi bi določili učinkovito koncentracijo hinokitiola in cinka za klinično uporabo.
- “Vpliv cinka v prehrani na rast melanoma in eksperimentalnih metastaz …”[31]
- “Pomanjkanje cinka v prehrani spodbuja razvoj raka požiralnika s tem, ko povzroči izrazit vnetni odziv …”[32]
- “Povezava med serumsko koncentracijo cinka in pljučnim rakom: metaanaliza opazovalnih študij …”[33]
- “Napredek raziskav, ki preučujejo povezavo med pomanjkanjem cinka, mikroRNK in rakom požiralnika …”[34]

## Proizvodi, ki vsebuje hinokitiol
Hinokitiol se pogosto uporablja v raznovrstnih potrošniških proizvodih, na primer v kozmetiki, zobnih kremah, ustnih razpršilcih, kremah za sončenje in v proizvodih za obnavljanje rasti las. Ena izmed vodilnih blagovnih znamk, ki trži proizvode s hinokitiolom, je Hinoki Clinical. 
Ustanovljena je bila leta 1956, kmalu zatem, ko se je v letu 1955 prvič začela industrijska ekstrakcija hinokitiola. Hinoki Clinical trenutno trži 18 različnih linij proizvodov, ki vsebujejo hinokitiol. Blagovna znamka Relief Life se lahko pohvali z večmilijonsko prodajo zobne kreme s hinokitiolom, Dental Series.
Drugi pomembni proizvajalci izdelkov s hinokitiolom so Otsuka Pharmaceuticals, Kobayashi Pharmaceuticals, Taisho Pharmaceuticals, SS Pharmaceuticals. Proizvodi s hinokitiolom se tržijo tudi na ameriških in avstralskih trgih, kjer podjetje Swanson Vitamins ® uporablja hinokitiol v antioksidativnih serumih in drugih podobnih proizvodih. Hinokitiol je bil leta 2006 uvrščen na kanadski seznam domačih snovi (DSL, angl. “domestic substances list”) kot neobstojen, brez bioakumulacijskega potenciala in nestrupen za vodne organizme. Ameriška aktivistična skupina za okolje (EWG, angl. “environmental working group”) je sestavini hinokitiol posvetila celotno stran, kjer navajajo nizko tveganje na področju alergij in imunotoksičnosti, rakavih obolenj ter razvojne in reproduktivne toksičnosti. Tveganje hinokitiola je ocenjeno na 1–2. Za primerjavo navajamo propilparaben, sestavino nekaterih ustnih vod, ki se še vedno tržijo, čeprav dosegajo visoko stopnjo tveganja in toksičnosti. Evropska komisija za hormonske motnje je propilparaben med drugim ocenila kot motilec človeškega endokrinega sistema, na spletni strani EWG je prejel oceno 4–6.

### Dr. ZinX
Avstralski proizvajalec cinkovega oksida Advance Nanotek je skupaj s podjetjem AstiVita Limited 2. aprila 2020 vložil patentno prijavo za protivirusno sestavo s hinokitiolom kot glavno sestavino z namenom uporabe v različnih proizvodih za ustno nego. Patentirana sestava je danes del proizvodov z imenom Dr ZinX in bo kot kombinacija cinka ter hinokitiola na tržišču na voljo najverjetneje v letu 2020.
Dr ZinX je 18. maja 2020 objavil rezultate testa za kvantitativni suspenzijski test za oceno protivirusne dejavnosti na področju zdravstva, ki za čisto koncentracijo v 5 minutah navaja 3,25 logaritemsko znižanje za COVID-19 mačji koronavirus (angl. feline coronavirus”).
Cink je esencialno prehransko dopolnilo in v telesu igra vlogo elementa v sledeh. Ocenjujejo, da ima svetovno gledano 17,3 % prebivalcev nezadosten vnos cinka v telo.

### Obeti
Že v začetku leta 2000 so raziskovalci prepoznali, da bi lahko bil hinokitiol pomembno zdravilo za klinično uporabo, predvsem za zaviranje rasti klamidije (Chlamydia trachomati). Tako kot drugi raziskovalci so tudi kemik Martin Burke in kolegi z Univerze v Illinoisu (Urbana Champaign) odkrili ogromno medicinsko uporabnost hinokitiola. Burkov cilj je bil premagati nepravilen transport železa pri živalih. Nezadostne koncentracije določenih proteinov lahko privedejo do pomanjkanja železa v celicah, čemur pravimo anemija, ali pa do nasprotnega učinka, hemokromatoze, ki opisuje kopičenje železa v telesu.
Z uporabo kvasnih kultur brez dednega materiala so raziskovalci pregledali knjižnico majhnih biomolekul in poskušali poiskati tiste, ki so odgovorne za transport železa in posledično za celično rast. Hinokitiol je bil tisti, ki je uspešno obnovil delovanje celic. Z nadaljnjim delom skupine so razvili mehanizem, po katerem hinokitiol obnovi ali zniža celično koncentracijo železa. Raziskavo so nato preusmerili na sesalce in ugotovili, da so si glodavci, ki so bili ustvarjeni brez beljakovin za železo, ko so jih hranili s hinokitiolom ponovno obnovili zaloge železa v črevesju. V podobni raziskavi na cebricah je molekula obnovila proizvodnjo hemoglobina. V komentarju dela, ki so ga opravili Burke in drugi, so hinokitiolu nadeli vzdevek molekula železnega moža (angl. “iron man molecule”), kar postane še bolj zanimivo, saj je ime odkritelja Nozoe v angleščino možno prevesti kot železni človek (angl. “Iron Man”).  
Kot posledica povečanega povpraševanja po proizvodih za ustno nego na osnovi hinokitiola so bile izvedene tudi druge pomembne raziskave. Skupina osmih različnih institucij na Japonskem je v raziskavi z naslovom: “Protibakterijsko delovanje hinokitiola na patogene, proti antibiotikom odporne in za antibiotik občutljive bakterije, ki prevladujejo v ustni votlini in zgornjih dihalnih poteh”, je dokazala, da hinokitiol deluje protibakterijsko na širok spekter patogenih bakterij in ima nizko citotoksičnost za človeške epitelijske celice.